# Свертнево
Свертнево — деревня в Бабушкинском районе Вологодской области.
Входит в состав сельского поселения Миньковское (до 2015 года входила в Юркинское сельское поселение), с точки зрения административно-территориального деления — в Юркинский сельсовет.
Расстояние по автодороге до районного центра села имени Бабушкина — 61,5 км, до деревни Юркино — 10,5 км. Ближайшие населённые пункты — Пустошь, Игрово, Зубариха.
Население по данным переписи 2002 года — 13 человек.
В Свертнево расположена часовня Николая Чудотворца — памятник архитектуры.